# 本多政朝
本多政朝（日语：／ Honda Masatomo，1599年—1638年12月25日）是日本安土桃山時代至江戶時代前期的武將、大名。上總國大多喜藩第3代藩主、播磨國龍野藩初代藩主、播磨國姬路新田藩第2代藩主、播磨國姬路藩藩主。忠勝系本多家宗家第3代。父親是本多忠勝的長男本多忠政。

## 生平
在慶長4年（1599年）出生，家中次男。慶長20年（1615年），在叔父兼上總大多喜藩藩主本多忠朝於大坂夏之陣戰死後，代替忠朝年幼的兒子政勝，繼承大多喜藩。元和3年（1617年），移封至播磨國龍野藩5萬石。寬永3年（1626年），因為本多家宗家兼播磨國姬路藩藩主的哥哥忠刻病死，於是成為宗家的嫡子。
寬永8年（1631年），因為父親忠政死去，繼任家督並成為姬路藩藩主，而之前領有的5萬石就分給弟弟忠義（1萬石）和從兄弟政勝（4萬石）。
在寬永15年（1638年）死去。領地由成為養子的政勝繼承。

## 外部連結
- 武家家伝＿本多氏 （页面存档备份，存于）